# Gilbert Hitchcock
Gilbert Monell Hitchcock, född 18 september 1859 i Omaha, Nebraskaterritoriet, död 3 februari 1934 i Washington, D.C., var en amerikansk demokratisk politiker och publicist. Han representerade delstaten Nebraska i båda kamrarna av USA:s kongress, först i representanthuset 1903-1905 samt 1907-1911 och sedan i senaten 1911-1923.
Hitchcock föddes i Nebraskaterritoriets huvudstad Omaha. Fadern Phineas Hitchcock var republikansk senator för Nebraska 1871-1877.
Gilbert Hitchcock avlade 1881 juristexamen vid University of Michigan och inledde året efter sin karriär som advokat i Omaha. Han gifte sig 1883 med Lorenzo Crounses dotter Jessie Crounse. Hitchcock grundade 1885 tidningen Omaha Evening Herald. Han köpte 1889 Omaha Morning Herald och på det sättet uppstod Omaha World-Herald.
Hitchcock blev invald i representanthust i kongressvalet 1902. Han besegrades två år senare av republikanen John L. Kennedy. Hitchcock utmanade sedan Kennedy i kongressvalet 1906 och vann. Han omvaldes i kongressvalet 1908.
Hitchcock efterträdde 1911 Elmer Burkett som senator för Nebraska. Han omvaldes i senatsvalet 1916. Han besegrades sex år senare av utmanaren Robert B. Howell. Hitchcock utmanade utan framgång den sittande senatorn George W. Norris i senatsvalet 1930.
Hitchcock avled 1934 och gravsattes på Forest Lawn Cemetery i Omaha.